# Fotel masujący

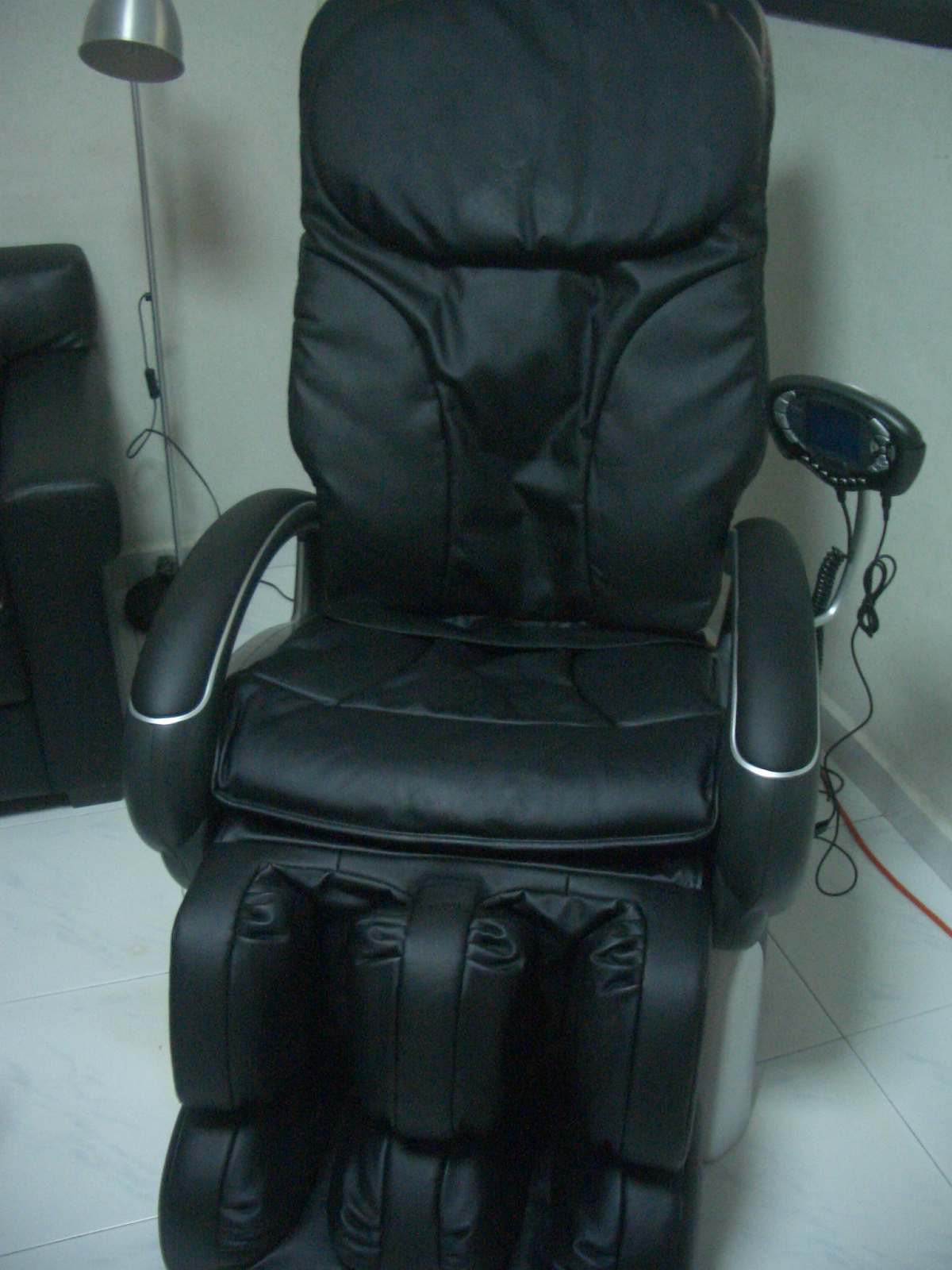
Fotel masujący

Fotel masujący – urządzenie, służące do masażu ciała, zasilane energią elektryczną, wyposażone w płytę główną z mikroprocesorem, która za pomocą siłowników i pomp powietrza steruje pracą ramion masujących, poduszek powietrznych i rolek masujących. Praca fotela masującego dzieli się na masaż mechaniczny, wykonywany ramionami masującymi, wykonywany wzdłuż linii kręgosłupa, a także na masaż poduszkami powietrznymi oddziałujący na różne partie ciała, zazwyczaj stopy, łydki, uda, ramiona i przedramiona, ale też plecy czy pośladki. Masaż na fotelu masującym służy poprawie cyrkulacji krwi, kondycji mięśni, łagodzeniu stresu oraz zapewnianiu relaksu i lepszego ogólnego samopoczucia.
Współczesne fotele masujące umożliwiają korzystanie z takich funkcji, jak: wybór specjalnie ułożonego programu automatycznego, masaż typu L-shape, masaż w pozycji Zero Gravity, wybór techniki masażu, skanowanie linii kręgosłupa, ogrzewanie oparcia czy siedziska, zmiana intensywności masażu.

## Historia
Za wynalazcę fotela masującego uważa się Nobuo Fujimoto, który, jak sam twierdzi, stworzył jego projekt jeszcze przed II wojną światową. W 1954 roku japońska firma Fujiiryoki rozpoczęła masową produkcję automatycznego fotela masującego wg projektu Fujimoto o drewnianej konstrukcji, wyposażonej w układ złożony z dwóch kul, które intensywnie ugniatały mięśnie pleców. W 1962 roku Nichimu Inada założył w Japonii firmę, która opracowała już nie drewniane, ale obszyte materiałem, posiadające elementy z metalowych rurek fotele. Później firma nazwana od nazwiska jej właściciela czyli Family Inada rozpoczęła globalną sprzedaż foteli masujących.
Firma Fujiiryoki też udoskonaliła swój fotel, wyposażając go w system czterech kul ugniatających plecy. W latach 90. XX w. firma Fujiiryoki wprowadziła do swoich projektów masaż poduszkami powietrznymi, a firma Family Inada opracowała dopasowanie masaży do różnych anatomii użytkowników, dzięki sensorowi optycznemu lokalizującemu punkty akupresurowe ciała.

## Sposób działania
Podstawą działania fotela masującego są tzw. ramiona masujące. Zakończone są dwoma, czterema lub sześcioma kulami, które zazwyczaj wykonane są z miękkiego tworzywa. Ramiona masujące poruszają się wzdłuż kręgosłupa, imitując ruchy dłoni masażysty. Wykonując masaż, odwzorowują różne techniki masażu klasycznego. We współczesnych fotelach użytkownik ma możliwość ustawienia szybkości, intensywności, szerokości oraz odcinka, na którym działają ramiona masujące. Fotele te są sterowane mikroprocesorami realizującymi różnego rodzaju techniki masażu. Po wybraniu konkretnej funkcji mikroprocesor wysyła sygnały do różnych części fotela, które reagują, wykonując masaż. W bardziej zaawansowanych modelach mikroprocesor połączony jest z technologią skanowania ciała. Czujniki podczerwone, które skanują ciało, identyfikują punkty na plecach i dopasowują masaż do anatomii masowanej osoby.